# Carmen Alborch
Carmen Alborch Bataller (ur. 31 października 1947 w Castelló de Rugat, zm. 24 października 2018 w Walencji) – hiszpańska polityk, prawniczka, działaczka kulturalna i nauczyciel akademicki, parlamentarzystka, w latach 1993–1996 minister kultury.

## Życiorys
Absolwentka prawa na Universidad de Valencia, gdzie doktoryzowała się w 1973. Kształciła się na studiach podyplomowych w Rzymie. Od 1970 zatrudniona na macierzystej uczelni, od 1984 na stanowisku profesora. Pełniła m.in. funkcję dziekana. Z uczelni odeszła w związku z objęciem stanowiska dyrektora generalnego do spraw kultury w administracji wspólnoty autonomicznej Walencji. Na przełomie lat 80. i 90. zarządzała regionalnymi instytucjami kulturalnymi. Zajęła się również prowadzeniem prywatnej galerii sztuki w Walencji.
Jako polityk była związana z Hiszpańską Socjalistyczną Partią Robotniczą (PSOE). Od lipca 1993 do maja 1996 sprawowała urząd ministra kultury w czwartym rządzie Felipe Gonzáleza. W 1996, 2000 i 2004 wybierana na posłankę do Kongresu Deputowanych. W latach 2007–2011 wchodziła w skład władz miejskich Walencji (w 2007 bez powodzenia ubiegała się o urząd alkada). W 2011 została członkinią hiszpańskiego Senatu.
Była autorką takich książek jak: Solas: gozos y sombras de una manera de vivir (1999), Malas: rivalidad y complicidad entre mujeres (2002), Libres: Ciudadanas del mundo (2004) i Los placeres de la edad (2014).
Odznaczona Krzyżem Wielkim Orderu Karola III.